# Risk (musikalbum)
För andra betydelser, se Risk (olika betydelser).
Risk är det åttonde studioalbumet av det amerikanska hårdrocksbandet Megadeth, utgivet i augusti 1999. Titeln syftar på att Megadeths frontfigur Dave Mustaine tog en risk när han experimenterade med den musikaliska stilen på detta album. Bandet hade nu kommit långt från sina thrash metal-rötter. Albumet blev dock ingen kommersiell framgång och betraktas både av fans och Dave Mustaine själv som ett misslyckande. Detta var också Marty Friedmans sista skiva med bandet. 
Låten "Crush 'Em" användes som inträdeslåt av den amerikanska wrestling-stjärnan Bill Goldberg.

## Låtlista
Sida ett
1. "Insomnia" (Dave Mustaine) - 4:16
2. "Prince of Darkness" (Dave Mustaine, Marty Friedman) - 6:26
3. "Enter the Arena" (Dave Mustaine, Bud Prager) - 0:43
4. "Crush 'Em" (Dave Mustaine, Marty Friedman, Bud Prager) - 4:54
5. "Breadline" (Dave Mustaine, Marty Friedman, Bud Prager) - 4:32
6. "The Doctor Is Calling" (Dave Mustaine, Marty Friedman, Bud Prager) - 5:44

Sida två
1. "I'll Be There" (Dave Mustaine, Marty Friedman, Bud Prager) - 5:13
2. "Wanderlust" (Dave Mustaine, Marty Friedman) - 5:48
3. "Ecstasy" (Dave Mustaine, Marty Friedman) - 4:31
4. "Seven" (Dave Mustaine, David Ellefson) - 4:46
5. "Time: The Beginning" (Dave Mustaine, Marty Friedman) - 3:10
6. "Time: The End" (Dave Mustaine) - 2:31

### Nyutgåvan2004
En nyutgåva med förbättrad ljudkvalitet gavs ut år 2004. Förutom ett nytt omslag med Megadeths maskot Vic Rattlehead innehåller albumet följande bonuslåtar.
1. "Insomnia" (Jeff Balding mix) - 4:19
2. "Breadline" (Jack Joseph Puig mix) - 4:28
3. "Crush 'Em" (Jock Mix) - 5:10

## Singlar
- 1999 - "Crush 'Em"
- 1999 - "Insomnia"
- 1999 - "Breadline"

## Medverkande
- Dave Mustaine – sång, gitarr
- Marty Friedman – gitarr
- David Ellefson – basgitarr
- Jimmy DeGrasso – trummor